# SWR4

Historisches Logo der BW-Variante

Historisches Logo der RP-Variante

Früheres Logo des Senders

SWR4 ist das vierte Hörfunkprogramm des Südwestrundfunks. Es besteht aus den beiden ursprünglich weitgehend eigenständigen Landesprogrammen SWR4 Baden-Württemberg und SWR4 Rheinland-Pfalz.
Mittlerweile werden jedoch nur noch montags bis samstags in der Zeit von 06:00 bis 10:00 Uhr länderspezifische Inhalte gesendet. Außerhalb dieser Zeit unterscheiden sich nur noch die im Programm eingesetzten Jingles, welche an das jeweilige Bundesland angepasst werden sowie tagsüber die Nachrichten zur vollen Stunde und die jeweils circa dreiminütigen Regionalnachrichten zur halben Stunde.
Einer im März 2017 veröffentlichten Studie der Arbeitsgemeinschaft Media-Analyse zufolge hören SWR4 Baden-Württemberg täglich 1,31 Millionen Menschen im Land. Bundesweit hat SWR4 Baden-Württemberg 1,46 Millionen Hörer. SWR4 Rheinland-Pfalz wird täglich von 490.000 Menschen in Rheinland-Pfalz eingeschaltet. Das Radioprogramm erreicht deutschlandweit 650.000 Menschen.

## Entstehung
Beide Programme entstanden 1998 unter Leitung von Martin Born (der bis 2006 auch Programmchef in Baden-Württemberg war) und Helmut Wandres (Wellenchef Rheinland-Pfalz bis 1999) im Zuge der Fusion des SDR mit dem SWF zum neuen Südwestrundfunk (SWR). Die Vorgängerprogramme waren SWF4 Rheinland-Pfalz vom SWF (Südwestfunk) sowie S4 Baden-Württemberg, das gemeinsam von SDR und SWF betrieben wurde.

## Inhalte

### Musik
SWR4 spielt als Musikformat hauptsächlich internationale Oldies und Evergreens, ergänzt durch wenige deutschsprachige Schlager und Deutsch-Pop. Am Sonntagvormittag ist auch Klassik zu hören.
Das Musikformat wurde zwischen November 2023 und Juli 2024 fast vollständig auf Oldiebased-AC umgestellt.
2004 lag der Anteil deutschsprachiger Lieder noch bei 86 Prozent, in den 2010er Jahren waren es noch um die 60–70 Prozent. Daneben war vereinzelt auch Instrumental- und Volksmusik zu hören. SWR4 Rheinland-Pfalz behielt diesen hohen Anteil von 60–70 % deutschsprachiger Musik bis in den Anfang der 2020er Jahre bei. Bis Juli 2024 betrug der Anteil deutschsprachiger Musik im Tagesprogramm etwa ein Drittel. Seit August 2024 sind es nunmehr ein Viertel.

### Wort
Einen Schwerpunkt im Wortangebot legt SWR4 auf die Berichterstattung aus Rheinland-Pfalz und Baden-Württemberg. Zu bestimmten Zeiten werden Regionalprogramme ausgestrahlt. Außerdem sind auch Mundart-Hörspiele, Service- und Ratgebersendungen fester Bestandteil von SWR4.

## Programmschema

### Gemeinschaftsprogramme
Seit Januar 2024 wird nahezu das gesamte Programm länderübergreifend aus dem Studio in Stuttgart, dem vorherigen Landesstudio für Baden-Württemberg, gesendet. Lediglich die Morgensendung von 06:00 bis 10:00 Uhr wird montags bis samstags seitdem noch für beide Bundesländer getrennt jeweils aus Stuttgart und Mainz ausgestrahlt, wobei die Playlist der gespielten Musikstücke in beiden Bundesländern identisch ist. Sonntags wird das komplette Programm länderübergreifend gesendet. Montags bis freitags von 6:30 bis 17:30 Uhr sowie samstags von 6:30 bis 12:30 Uhr gibt es zudem zur halben Stunde dreiminütige Regionalnachrichten für die jeweilige Region (siehe unten). In der Zeit von 23:00 bis 6:00 Uhr übernimmt SWR4 täglich die ARD-Hitnacht, die der Mitteldeutsche Rundfunk (MDR) seit dem 1. Januar 2021 produziert.
Zuvor schalteten sich bereits beide Landessender montags bis freitags ab 18:00 Uhr sowie samstags ab 16:00 Uhr zum Abendprogramm zusammen – dabei wechselten sich die Programme aus Mainz und Stuttgart im Wochenrhythmus ab. Sonntags wurde zusätzlich zwischen sechs und zwölf Uhr und ab 22:00 Uhr gemeinsam gesendet, wobei die mittlerweile eingestellten Sendungen SWR4 Morgenmelodie von sechs bis acht Uhr und das traditionelle SWR4 Morgenläuten in Mainz produziert wurden, das gemeinsame SWR4 Sonntagskonzert von damals neun bis zwölf Uhr und die Sendung „SWR Big Band und Gäste“ ab 22:00 Uhr in Stuttgart. Mittlerweile dauert das Sonntagskonzert von 08:00 bis 10:00 Uhr und folgt auf die Sendung „SWR4 am Sonntagmorgen“. „SWR Big Band und Gäste“ wurde zudem um eine Stunde vorverlegt und dauert nun von 21:00 bis 23:00 Uhr.

### SWR4 Baden-Württemberg
In acht Regionalfenstern gibt es montags bis freitags von 6:30 bis 17:30 Uhr, samstags von 6:30 bis 12:30 Uhr zur halben Stunde dreiminütige Regionalnachrichten (zusammen ca. 26 Wochenstunden).
Ehemals sendeten die regionalen Studios eigene Morgenmagazine von 6:00 bis 9:00 Uhr sowie Sendungen zwischen 10.00 und 11:00 Uhr, 12:30 und 13:00 Uhr sowie 17:00 und 18:00 Uhr. Über die Jahre wurden die Sendungen aus den Regionalstudios erst gekürzt, dann gestrichen.
| Regionalprogramm (ab 4. Januar 2015 wurde nur noch der Städtename genutzt) | Regionalkennung |
| -------------------------------------------------------------------------- | --------------- |
| Baden Radio, Karlsruhe                                                     | SWR4 KA         |
| Bodensee Radio, Friedrichshafen                                            | SWR4 FN         |
| Franken Radio, Heilbronn                                                   | SWR4 HN         |
| Kurpfalz Radio, Mannheim                                                   | SWR4 MA         |
| Radio Stuttgart, Stuttgart                                                 | SWR4 S          |
| Radio Südbaden, Freiburg im Breisgau                                       | SWR4 FR         |
| Radio Tübingen, Tübingen                                                   | SWR4 TU         |
| Schwaben Radio, Ulm                                                        | SWR4 UL         |

grün: Bodensee Radio und Radio Tübingen veranstalteten ein gemeinsames Morgenmagazin
Bereits Ende 2013 entfiel die Subregionalisierung für Südbaden, also die Frequenzaufspaltung in Radio Breisgau (Freiburg, seit 1988), Ortenau Radio (Offenburg/OG, 1995), Hochrhein Radio (Lörrach/LO, 1996) und Radio Schwarzwald-Baar-Heuberg (Villingen-Schwenningen/VS, 2002).
Die Morgensendungen der Regionalprogramme sind seit dem 4. Januar 2016 eingestellt und durch eine gemeinsame Morgensendung, die in Stuttgart produziert wird, ersetzt worden. Dazu regte sich Protest in Presse und Politik. Die Programmverantwortlichen wurden kritisiert, da ein Netto-Rückgang der Regionalisierung zu beobachten war. Es wurden auch Kollisionen mit dem Staatsvertrag gesehen.
Die regionalisierte Mittagssendung wurde Anfang Oktober 2021 eingestellt, um mehr Kapazitäten für die Online-Berichterstattung zu schaffen.
Die regionale Nachmittagssendung zwischen 16:00 und 17:00 Uhr (40 Wochenstunden) entfiel im Oktober 2023.

### SWR4 Rheinland-Pfalz
Die fünf Regionalstudios in
- Mainz (SWR4 MZ)
- Kaiserslautern (SWR4 KL)
- Koblenz (SWR4 KO)
- Mannheim/Ludwigshafen (SWR4 LU)
- Trier (SWR4 TR)

senden parallele Regionalnachrichten montags bis freitags von 6:30 bis 17:30 und samstags von 6:30 bis 12:30 Uhr (zusammen ca. 16 Wochenstunden).
Außerdem wird das Programm mit regionalen Informationen aus den SWR-Büros Bad Neuenahr-Ahrweiler, Bad Kreuznach, Gerolstein, Hachenburg, Landau, Traben-Trarbach und Worms beliefert.
Bis Ende Januar 2021 wurde zusätzlich die Sendung Am Mittag (bis 2010 Heute um 12) montags bis freitags von 12:00 bis 13:00 Uhr parallel von jedem Regionalstudio gestaltet (25 Wochenstunden).

## Veranstaltungen

### SWR4 Baden-Württemberg
Im Jahre 2011 veranstaltete SWR4 Baden-Württemberg gemeinsam mit anderen Mitveranstaltern und Sponsoren sowie den Radsportverbänden aus Baden-Württemberg bereits zum 24. Mal die Tour de Ländle, eine Freizeit-Radrundfahrt.
Die Superwunschmelodie, ab 2013 Hit-Marathon, war bei SWR4 Baden-Württemberg eine dreitägige Riesen-Hörerhitparade mit 500, seit 2013 444, Titeln. Sie fand zwischen 1999 und 2014 jährlich an einem Wochenende im Frühjahr statt (nur 2005 fiel sie aus). Im ersten Jahr gewannen die Kastelruther Spatzen mit „Die weiße Braut der Berge“. Die Gewinner der nächsten Jahre waren: 2000 Die Flippers („In Venedig ist Maskenball“), 2001 Die Flippers („Der kleine Floh in meinem Herzen“), 2002 Die Flippers („Isabella“), 2003 Uwe Busse („Lieber Gott“), 2004 Die Flippers („Wetten, dass“), 2006 Semino Rossi („Alle Rosen dieser Welt“), 2007 und 2008 Nik P. & DJ Ötzi („Ein Stern, der Deinen Namen trägt“), 2009 Peter Kraus („Manchmal“), 2010 Helene Fischer („100 Prozent“), 2011 Andrea Berg („Schenk mir einen Stern“), 2012 Andreas Gabalier („I sing a Liad für di“), 2013 Nik P. („Berlin“) sowie 2014 Helene Fischer („Atemlos durch die Nacht“).

### SWR4 Rheinland-Pfalz
Bei SWR4 Rheinland-Pfalz gab es zwischen 2005 und 2014 den SWR4-Schlagermarathon, auf dem drei Tage und zwei Nächte rund um die Uhr 555 Titel gespielt werden. Er fand seit 2005 jährlich an einem Wochenende im Herbst statt, seit 2011 an einem Wochenende im Frühjahr. Im ersten Jahr siegte Nicole mit „Ein bißchen Frieden“, ihrem Eurovisionserfolg von 1982.
Sieger des SWR4-Schlagermarathons
- 2005: Nicole – Ein bißchen Frieden
- 2006: Andrea Berg – Du hast mich tausendmal belogen
- 2007: Nik P. & DJ Ötzi – Ein Stern (… der deinen Namen trägt)
- 2008: Helene Fischer – Lass mich in dein Leben
- 2009: Semino Rossi – Rot sind die Rosen
- 2010: Helene Fischer – Nicht von dieser Welt
- 2011: Helene Fischer – Manchmal kommt die Liebe einfach so
- 2012: Christian Lais & Ute Freudenberg – Auf den Dächern von Berlin
- 2013: Nik P. – Berlin
- 2014: Helene Fischer – Atemlos durch die Nacht[33]

Schon zu SWF-Zeiten gab es die Veranstaltungsreihe Wir bei Euch. Bei dieser Reihe ist der SWR mit einem Team und einem Moderator in einer Halle oder auf einer Open-Air-Bühne in Rheinland-Pfalz zu Gast. Im Laufe von zwei Stunden treten verschiedene Stars auf, wie zum Beispiel Roberto Blanco, Nino de Angelo, Mary Roos oder Patrick Lindner. Ebenso ist bei jeder Sendung eine Live-Band oder sogar eine Big Band dabei. Moderiert wird die Reihe im Wechsel von Nick Benjamin, Rainer Pleyer oder Helmut Jäger (Stand 2012). Die gesamte Veranstaltung wird aufgezeichnet und dann im regulären Programm ausgestrahlt.

## Empfang
- UKW, jeweils flächendeckend in Baden-Württemberg und Rheinland-Pfalz[34]
- DAB+ (In allen vier SWR-Multiplexen mit den entsprechenden Regionalprogrammen)
- Satellit (Regionalfenster BW: Stuttgart; Regionalfenster RP: Mainz)
- Kabel (Digital (DVB-C): Regionalfenster wie bei Satellit. Analog (UKW): Regionalfenster je nach Kabelanbieter aus der Region oder aus Stuttgart/Mainz)
- Live-Stream im Internet (inzwischen alle Regionalfenster verfügbar)

## Internet
Die programmbegleitenden Internet-Auftritte von SWR4 in Baden-Württemberg und in Rheinland-Pfalz bieten unter anderem einen Live-Stream des jeweiligen Radioprogramms, Angaben zum laufenden Titel und Nachrichten aus beiden Bundesländern. Außerdem gibt es Berichte beispielsweise zu Ratgeberthemen im Programm, über Schlagermusik und zu SWR4-Veranstaltungen.
Beide SWR4-Programme bieten eine kostenlose App an, um den Empfang des Programms und weiterer Informationen über Smartphones zu ermöglichen. Außerdem nutzt SWR4 Rheinland-Pfalz und SWR4 Baden-Württemberg soziale Netzwerke und externe Plattformen wie Facebook, Twitter, Wer-kennt-wen und YouTube um Informationen über das Radioprogramm, den Internet-Auftritt und SWR4-Veranstaltungen zu verbreiten.